# Ligament crico-thyroïdien médian
Le ligament crico-thyroïdien médian (ou membrane crico-thyroïdienne ou ligament conoïde du larynx) est un ligament intrinsèque du larynx qui relie le cartilage cricoïde au cartilage thyroïde.

## Structure
Le ligament crico-thyroïdien médian forme une bande fibreuse triangulaire blanche et épaisse, plus étroite en haut qu'en bas. Il est tendu entre le bord supérieur de l’arc du cartilage cricoïde et la partie médiane du bord inférieur du cartilage thyroïde.

## Rapports
Le ligament crico-thyroïdien médian est recouvert de part et d'autre par les muscles crico-thyroïdiens.
En avant du ligament crico-thyroïdien médian se trouve le nœud lymphatique prélaryngé.
Sa face profonde est recouverte par la muqueuse trachéale.